# Плутарх
Плутарх (грец. Πλούταρχος, лат. Plutarch, близько 46 — 120/127 нашої ери) — давньогрецький письменник, історик і філософ-мораліст. Автор знаменитих «Порівняльних життєписів» і низки філософських творів, написаних у руслі традиції платонізму. Був одним із найвідоміших античних письменників, був творцем жанру біографії. Він народився в маленькому місті Херонії і здобув блискучу освіту в Афінах, Александрії та Римі. Він часто навідувався до Риму, де мав багатьох впливових друзів, насамперед — імператора Траяна. Жив Плутарх у ті часи, коли Еллада стала провінцією Риму і називалася Ахайєю, і якийсь час обіймав високу посаду її прокуратора. Про життя одного з таких видатних вчених — Плутарха — дещо відомо завдяки його особистим розповідям про його сім'ю і власну діяльність.

## Біографія
Плутарх походив із заможної родини, що мешкала в невеликому містечку Херонея в Беотії. В Афінах вивчав математику, риторику і філософію, останню головним чином, у платоніка Амонія. У молодості багато подорожував. Відвідав Грецію, Малу Азію, Єгипет, був у Римі, де зустрівся з неопіфагорейцями, а також зав'язав дружбу з багатьма видатними людьми, у тому числі з Квінтом Сенеціоном (другом імператора Траяна), Аруленом Рустіком, Луцієм Местрієм Флором, близьким соратником імператора Веспасіана, який допоміг Плутарху одержати римське громадянство. Однак, незабаром, Плутарх повернувся в Херонею. Він вірно служив своєму місту на громадських посадах, збирав у своєму будинку молодь, а навчаючи власних синів, створив свого роду «приватну академію», у якій відігравав роль наставника і лектора. Завдяки цій своєрідній філії афінської платонівської Академії беотійська Херонея стала одним з центрів платонізму в I ст. н. е. На п'ятдесятому році життя став жерцем Аполлона в Дельфах, намагався повернути святилищу і оракулові колишнє значення. Плутарх був типовим представником грецької міської аристократії цього часу: виступаючи іноді на ширшій політичній арені, він намагався залишатися переважно місцевим діячем рідної Херонеї.
Плутарх жив у ті часи, коли Еллада стала провінцією Риму і називалася Ахайєю, і якийсь час обіймав високу посаду її прокуратора.

## Творчість

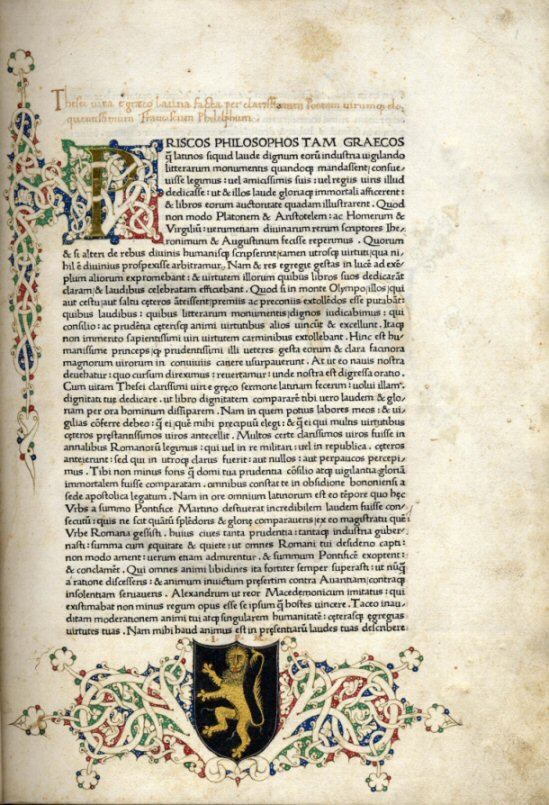
Порівняльні життєписи, видання 1470 року

Він написав близько 200 творів різної тематики, найвідоміший з яких — «Порівняльні життєписи». У них він дав 50 біографій (з них 46 парних). Іноді «Порівняльні життєписи» називають також «Паралельними життєписами» оскільки портрети греків і римлян подані парами, наче «паралельно», за схожістю або контрастом. Подекуди таке порівняння закінчується «зіставленням», де підводиться певний підсумок, підкреслюється схоже і різне у видатних представників обох народів. Численні твори Плутарха не становлять собою скільки-небудь оригінальної творчості, проте є плодом величезної начитаності. Список творів Плутарха містить 207 назв; з них збереглося понад 150 (у тому числі кілька несправжніх). Їх прийнято поділяти на дві групи: 1) «популярно-філософські» (так зв. «Моралії») трактати на всілякі теми — релігійні, філософські, природно-наукові, антикварні, але найчастіше етичні (напр. про цікавість, про лестощі, про користолюбство, про балакучість, про чесноту і порок, подружні наставляння тощо) і 2) «біографії». Цей поділ походить від видання Плутарха, здійсненого візантійським ченцем Максимом Планудом (XIII ст.) і є досить умовний.
У творах першої групи звичайно використовується форма діалогу, послання або діатриби, цікавого повідомлення на філософські теми і широко використовується у виписках і переказах філософська продукція минулих століть. Питання літератури цікавили Плутарха головним чином у зв'язку з моральними і педагогічними проблемами. Цінні історичні відомості містяться в трактаті «Про музику».
Крім суто художніх завдань, Плутарх талановито вирішив і завдання патріотичні. Як зазначалося вище, він, грек, був високим посадовцем Римської імперії і не піднімав проти неї жодних повстань, але прислужився Елладі іншим чином: створивши яскраві паралельні образи еллінів і римлян і об'єктивно змалювавши усіх, він возвеличив Елладу, не принизивши Риму «і навпаки».
У нові часи Плутарх став одним із найулюбленіших античних письменників. Його сюжети використовували в художній практиці Вільям Шекспір («Юлій Цезар», «Антоній і Клеопатра»), французькі класики П'єр Корнель і Жан Расін. Мішель Монтень називав «Порівняльні життєписи» своїм требником, а Наполеон постійно носив їх із собою (як А. Македонський — «Іліаду» Гомера).
Біографії — це головний твір Плутарха «Порівняльні біографії» грецьких і римських державних діячів. Історичні події є для Плутарха лише матеріалом для відтворення образів великих людей минулого як об'єктів наслідування; дрібні особисті риси приваблюють до себе особливу увагу моралиста-характеролога, який не нехтує й анекдотами. У розумінні критичного ставлення до джерел і розуміння причин історичних подій Плутарх не був на рівні навіть античної науки. Для сучасного історика його «біографії» цінні передовсім як багаті збірки матеріалів з історіографічної літератури, що не дійшла до нас. Сам Плутарх віддавав шану давньогрецькому історику Діоклу і римському Квінту Фабію Піктору, на твори яких посилався.
Хоча Плутарх не був оригінальним письменником, він збирав і обробляв те, що інші письменники і мислителі написали до нього. Але в обробці Плутарха ціла традиція отримала новий вигляд, і саме він визначав протягом багатьох століть європейську думку і літературу. Різноманітності інтересів Плутарха відповідало значне число його творів, від яких збереглося менше половини.
Хоч його твори й названі історіографічними, Плутарх передовсім мораліст, а не історик, тому наукову точність він навіть не мав на меті, його більше цікавили особистісні якості видатних людей (з метою дати позитивний приклад для наслідування, іноді він навіть прикрашає портрети своїх героїв). Загалом же «Порівняльні життєписи» є високохудожнім твором своєї доби, і перед читачем відкривається не музейний зал, а живі обличчя видатних греків і римлян.

## Філософія
Філософія Плутарха еклектична: релігійно-консервативна спрямованість обумовлює звертання до пізнього Платона, і формально він був платоніком, однак переважно цікавився релігійними й етичними питаннями. Його інтерпретація Платона продовжувала лінію Посідонія і готувала ґрунт для неоплатонічного тлумачення Біблії. Полемізуючи зі стоїчним натуралізмом і стоїцизмом, Плутарх схилявся до розуміння матерії як космічного начала недовершеності, що дуалістично протистоїть трансцендентному Богу. Посередники між світом і Богом — демони (генії); демонологія надає можливість примирити філософський монотеїзм з традиційною грецькою міфологією.
Філософія для Плутарха — не систематична дисципліна, а засіб самоосвіти універсально розвинутої людини. Плутарх користується вченням скептиків про недостатність знання, а в питаннях прикладної моралі запозичив багато чого в стоїків, усуваючи радикальні моменти їхнього вчення, і навіть у ненависних йому епікурейців. Вищою етичною цінністю для Плутарха є «благодушність», щиросердечний спокій, досягти якого можна лише добрими справами, дружнім ставленням до людей («філантропія»), суворим виконанням обов'язків щодо оточуючих. В етиці Плутарх слідував за Арістотелем, хоча виходив з характерного платонічного розуміння мети життя як «уподібнення богові», що досягається через вправу в доброчесності. Стрижнем етичних поглядів були поняття освіченості і «філантропії» — центральні також і для біографічного циклу, що доповнює теоретичні трактати по етиці. Вимагаючи впровадження етичного змісту в усі області життєвої діяльності, Плутарх не виходив за межі повсякденного моралізування: типовий епігон, він цілком задоволений своєю культурою. Етичною нормою для нього виступає ідеалізована практика старої полісної Греції, що не заважало йому однак залишатися вірним громадянином Римської імперії; тиради проти деспотизму і гноблення залишаються політично необразливою фразеологією, тим більше, що й офіційна стоїчна теорія трактувала государя як слугу громадян, натхненого прагненням до спільного блага.

## Спадок
Цікавий і добросердий виклад, що не загострює спірних проблем, збирання культурної спадщини еллінізму в примирливій еклектиці «філантропічного» світогляду дозволяли представникам різних епох і напрямів знаходити в Плутарха цінний для них матеріал і забезпечили йому велике зацікавлення з боку пізніших століть, яким користувалися далеко не всі стародавні автори. Батьки церкви знаходили в релігійності й етиці Плутарха багато рис християнського вчення, і називали його «напівхристиянином»; візантійці цінували його як ерудита, який зберіг величезну кількість відомостей (звідси і відносна збереженість значної частини спадщини Плутарха). Ворожа до всіляких крайнощів, у тому числі й аскетизму, етика Плутарха привертала увагу вождів Реформації (Меланхтон, Цвінґлі); у Німеччині його популяризували Г. Сакс і Фішарт, у Франції — Рабле і Монтень. Плутарх стає улюбленим читанням у Новий час. Шекспір («Юлій Цезар», «Коріолан», «Антоній і Клеопатра»), Корнель («Серторій», «Агесілай»), Расін («Мітридат») знаходять у Плутарха сюжети своїх драм. Прагнення аристократії до показу своїх героїв породило в XVII ст. численні «життєписи» знаменитих людей за зразком Плутарха. Але особливо близький був Плутарх віку Просвітництва своєю «філантропією» (Ж. Ж. Руссо, Мірабо), а ідеологія французької революції знаходила в «Біографіях» Плутарха прославляння республіканських чеснот і ненависть до тиранів (у Росії Плутарх цікавив з цього боку декабристів). Сліди захоплення Плутархом помітні у Шіллера. У XIX ст. інтерес до Плутарха падає, для соціальної і філософської проблематики наївний еклектизм Плутарха не міг становити скільки-небудь актуального інтересу.